# Giustenice
Giustenice (ligur nyelven Giüstexine) település Olaszországban, Liguria régióban, Savona megyében. Lakosainak száma 1003 fő (2023. január 1.). Giustenice Loano, Magliolo, Tovo San Giacomo, Bardineto és Pietra Ligure községekkel határos.

## Népesség
A település lakossága az elmúlt években az alábbi módon változott:
| Lakosok száma | 987  | 998  | 1003 |
|               | 2017 | 2018 | 2023 |